# Cevat Çobanlı
İsmail Cevat Çobanlı ou Cevat Paxá (Istambul, 14 de setembro de 1870 — Istambul, 13 de maio de 1938) foi um comandante militar e Ministro da guerra (Harbiye Nazırı) do Império Otomano e general do Exército da Turquia.

## Biografia
Cevat nasceu em Sultanahmet, Istambul, a capital do Império Otomano. Era filho de Emine Hanım e de Müşir Şakir Paxá. Depois de terminar o Liceu de Galatasaray entrou para a Academia Militar (Harbiye Mektibi ou Mekteb-i Fünûn-u Harbiyye-i Şâhâne) em 1888. Foi o quarto melhor aluno do seu curso, que terminou em 1891, quando entrou para o Exército Otomano como segundo-tenente (Mülâzım-ı Sani) de infantaria. Continuou a estudar na Academia de Guerra (Mekteb-i Erkân-ı Harbiye-i Şâhâne; atualmente Harp Akademisi) e em 1892 foi promovido a primeiro-tenente (Mülâzım-ı Evvel).
Em 1894 graduou-se na academia como capitão de estado-maior (Erkân-ı Harp Yüzbaşısı) e entrou para o serviço do Estado-Maior do Palácio (Maiyet-i Seniyye Erkân-ı Harbiyesi) como ajudante de campo do sultão, posto que manteve até 1900.